# Universidad de Lille I

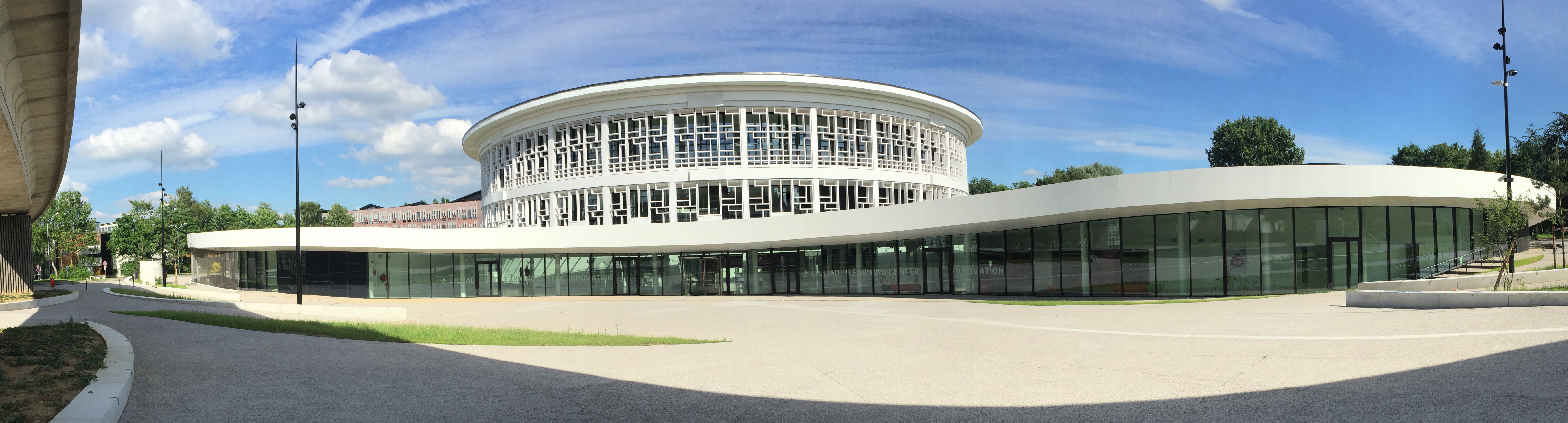
Biblioteca.

La Universidad de Lille I es una universidad pública con sede en la Ciudad Universitaria de Villeneuve-d'Ascq (Francia).
Ofrece más de 160 diplomas nacionales en ciencias y tecnología. Alberga 20.000 estudiantes en formación inicial y de formación 17.000 oyentes. Más de 1300 docentes e investigadores se agrupan en 43 laboratorios.
La Universidad de Lille I fue fundada en 1854 en Lille, se mudó a Villeneuve-d'Ascq en 1967.
Antiguos profesores célebres son Louis Pasteur, Émile Borel, Henri Cartan, Paul Painlevé, Henri Padé.

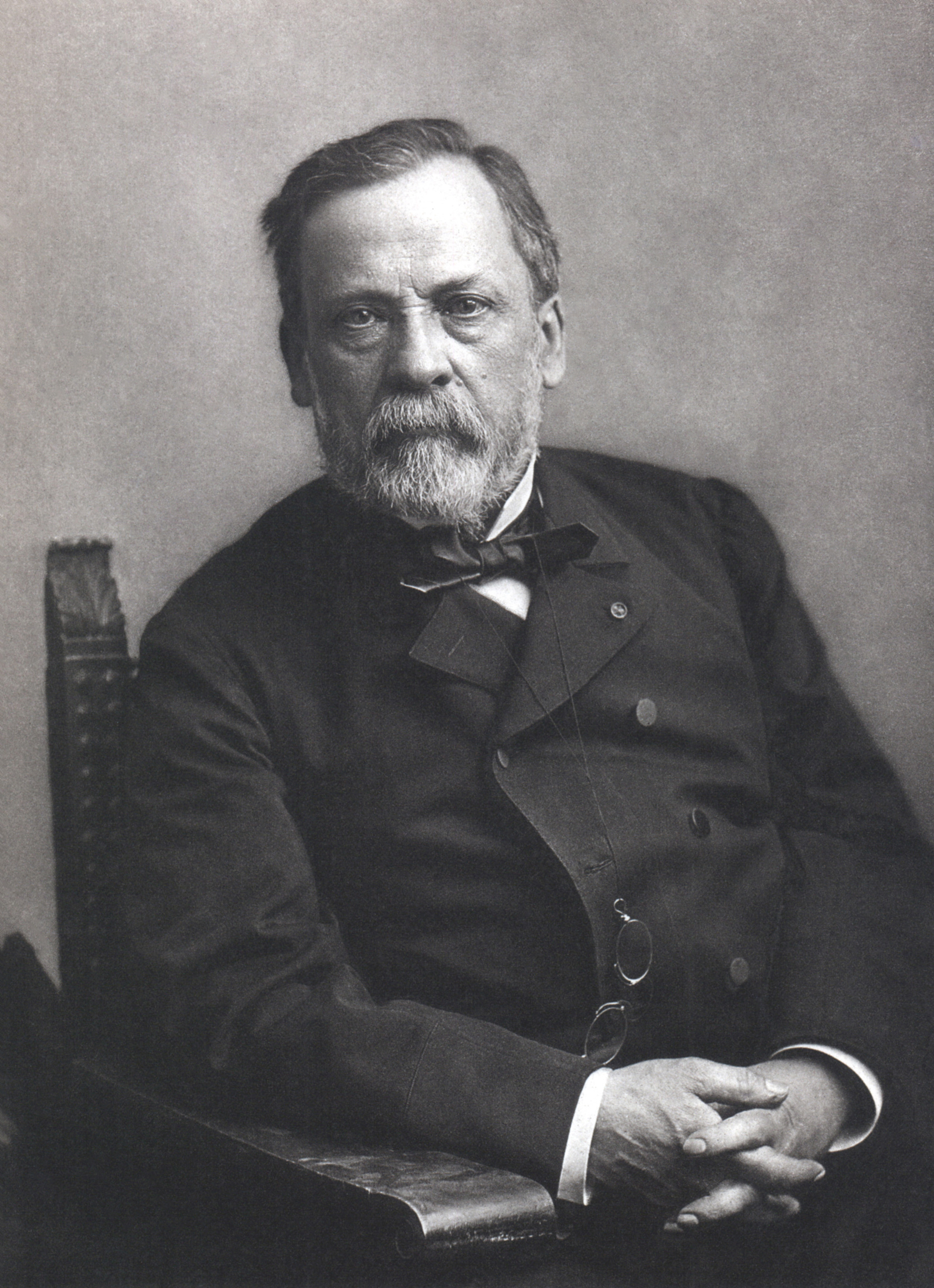
Louis Pasteur
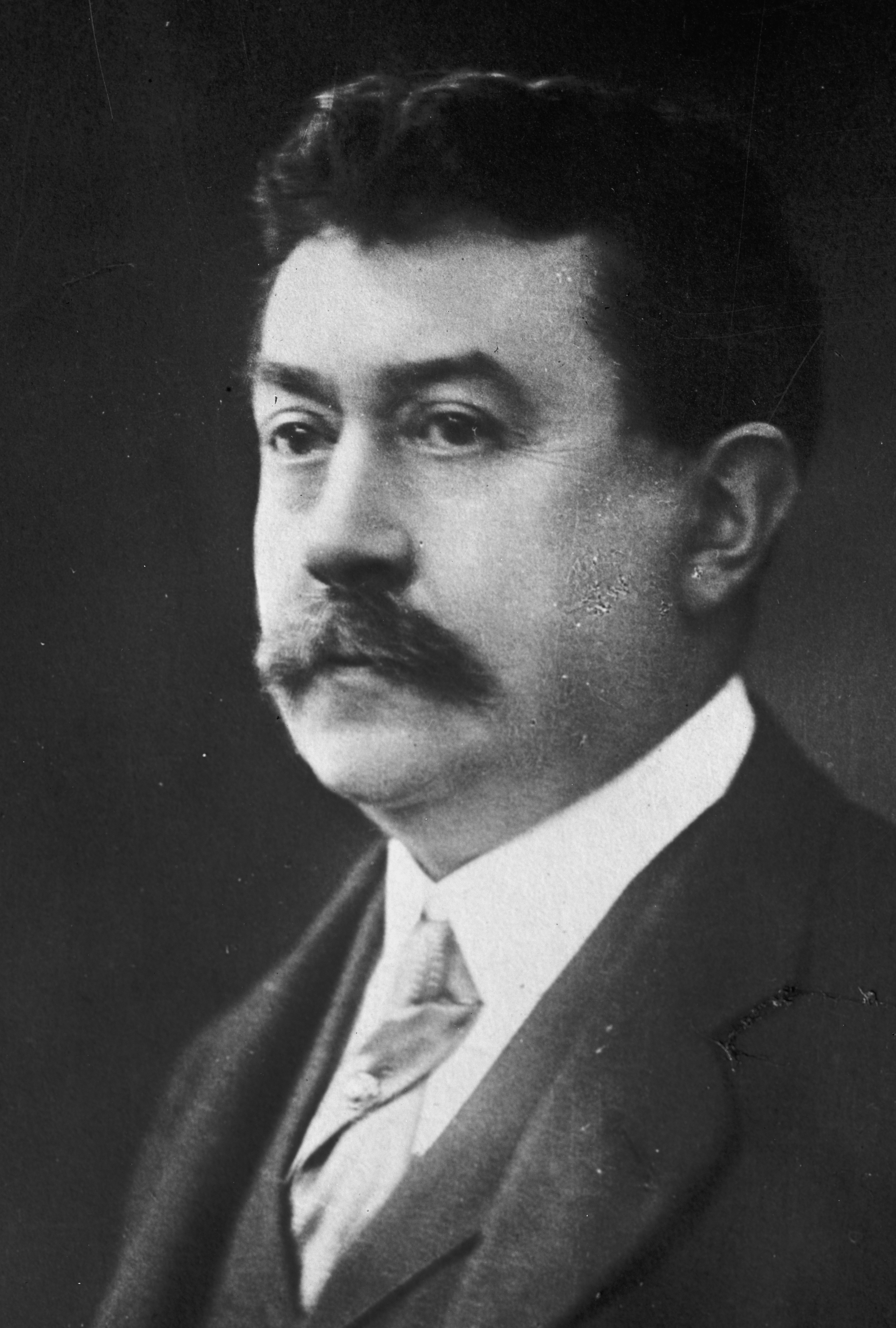
Paul Painlevé

- Datos: Q500740
- Multimedia: Université Lille-I / Q500740